# John Campbell (1807-1855)
Pour les articles homonymes, voir John Campbell et Campbell.

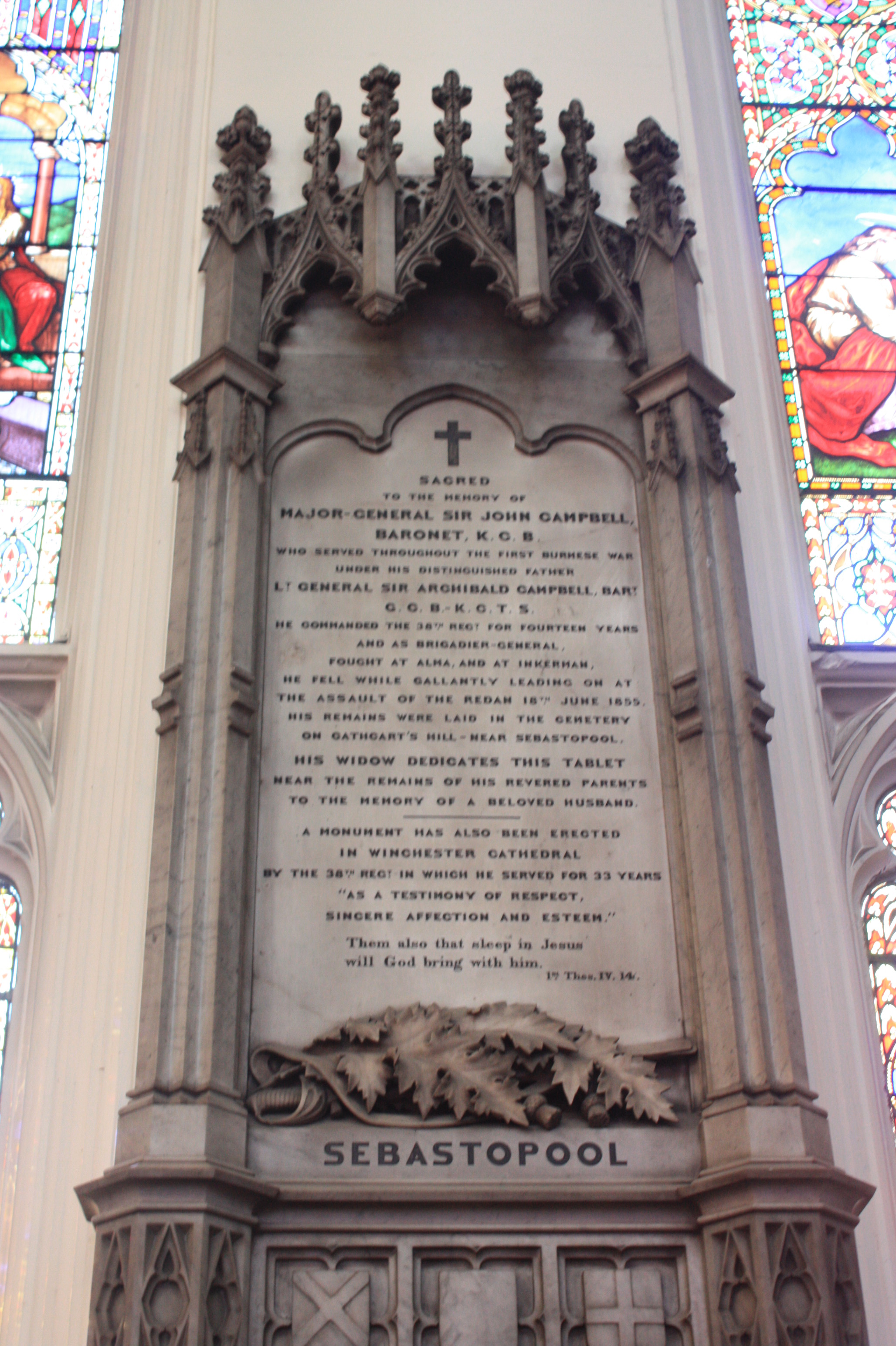
Mémorial au Major Général Sir John Campbell, St Johns Episcopal Church, Édimbourg

John Campbell, né à Lochend (Édimbourg) le 14 avril 1807 et mort à la bataille du Grand Redan le 18 juin 1855, est un officier britannique.

## Biographie
Second Fils du général Archibald Campbell, il entre dans l'armée comme enseigne en 1821. Aide de camp de son père dans les guerres anglo-birmanes (1824), il est nommé lieutenant en 1826. De 1831 à 1837, il sert de nouveau comme aide de camp de son père alors Lieutenant-gouverneur du New Brunswick. 
Colonel (1845) puis major-général (1853), il exerce comme Commissaire dans le Khondistan (Gondwâna) de 1840 à 1854. Il mène alors avec Samuel Charters Macpherson, John Mac Vicar et John Frye, diverses expéditions dans le but de faire cesser les sacrifices humains dans le Gondwâna. 
Il est l'auteur du récit Les Meriahs ou Sacrifices humains, publié en 1864 dans la revue Le Tour du monde et qui a été utilisé par Jules Verne dans la rédaction de son roman La Maison à vapeur. Jules Verne cite d'ailleurs Campbell dans la première partie au chapitre XV et recopie les erreurs de noms de celui-ci dans le roman.